# Aristotle Mountains
Die Aristotle Mountains (englisch; bulgarisch планина Аристотел platina Aristotel) sind eine fächerförmige Anordnung von Gebirgskämmen an der Oskar-II.-Küste des Grahamlands auf der Antarktischen Halbinsel. Vom Madrid Dome, dem mit 1650 m höchsten Gipfel des Gebirges, erstrecken sich diese in ostnordöstlicher Richtung. In südwest-nordöstlicher Ausdehnung ist das Gebirge 62 km lang und 44 km breit. Im Nordwesten wird es durch den Crane-Gletscher, im Nordosten durch das Exasperation Inlet und im Süden durch den Flask-Gletscher begrenzt. Nach Westsüdwesten ist es über einen 1550 m hohen Bergsattel mit dem Roundel Dome und dem Bruce-Plateau verbunden.
Britische Wissenschaftler kartierten es 1964. Das Die bulgarische Kommission für Antarktische Geographische Namen benannte es 2012 nach dem griechischen Gelehrten Aristoteles (384 v. Chr. – 322 v. Chr.), der um 350 v. Chr. die Theorie einer großen Landmasse auf der Südhalbkugel der Erde postuliert und diese Antarktika benannt hatte.